# Imbituba Futebol Clube
O Imbituba Futebol Clube, oficialmente Imbituba Futebol Clube Ltda ou Imbituba é um clube de futebol brasileiro da cidade de Imbituba, Santa Catarina, fundado em 1 de fevereiro de 2007. Disputa a Série C do Campeonato Catarinense.
O clube já se chamou CFZ Imbituba Futebol Clube, em parceira com o Centro de Futebol Zico, e entre 2022 e 2024 se chamou Baruch Imbituba Futebol Clube, em parceria com o Baruch Sport Club.
Suas cores oficiais são o Amarelo e Preto e Branco, mais em algumas vezes usa as cores Azul, Vermelha, e Branca.

## História

### Início
O Imbituba Futebol Clube foi fundado no dia 1º de fevereiro de 2007. A partir dessa data a cidade de Imbituba voltaria a ter um time de futebol profissional, já que o Imbituba Atlético Clube, antigo clube da cidade, abandonou o futebol profissional no ano de 1990, vários anos antes da fundação do Imbituba Futebol Clube.
Desde sua fundação em 2007 até começo de 2009 o Imbituba Futebol Clube mandava seus jogos em um estádio localizado no bairro de Nova Brasília, estádio esse que possuía apenas arquibancada metálica que era colocada em dias de jogos e não possuía iluminação.
Nos anos de 2007 e 2008 o Imbituba Futebol Clube lutou pelo acesso a divisão principal até o final, mas acabou perdendo a vaga (na época apenas uma) para o Clube Atlético Tubarão e para o Brusque respectivamente.

### Parceria CFZ

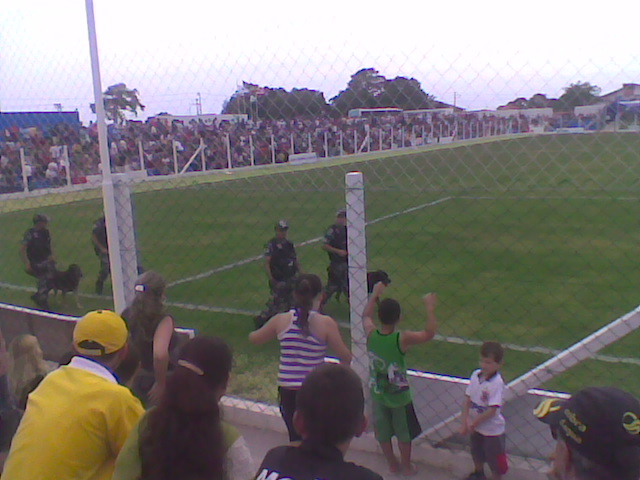
Estádio Emilia Mendes Rodrigues na final da divisão especial do Campeonato Catarinense de 2009,

Em 2009, houve uma grande mudança, o clube mudou de nome (CFZ Imbituba Futebol Clube), sede (Bairro de Vila Nova), escudo, hino e estádio (Estádio Emília Mendes Rodrigues), através de uma parceria entre o Centro de Futebol Zico (CFZ), com o Centro Esportivo Alberto Rodrigues (CEAR), surgiu o CFZ Imbituba Futebol Clube, que fez uma campanha irrepreensível na Divisão Especial de 2009 e se sagrou campeão, conquistando o tão sonhado acesso a divisão principal.

### Nova mudança
Em 2010 o clube encerrou a parceria com o Centro de Futebol Zico por não obter o retorno de mídia e patrocinadores esperados, não obtendo assim nenhum benefício com a mesma, e apesar da ameaça de abrir mão da vaga no campeonato por falta de melhores condições financeiras, o clube obteve apoio e conquistou a quarta colocação no Campeonato Catarinense Principal, superando as expectativas e ficando a frente de clubes mais tradicionais como Criciúma e Chapecoense. Também houve uma nova mudança no escudo do time, que continua até hoje.
Em 2011 o Imbituba FC não conseguiu repetir o bom desempenho do ano anterior e acabou sendo rebaixado para a divisão especial de 2012 junto com o Concórdia.
No ano de 2012 o Imbituba FC, mesmo chegando nas semifinais na divisão especial de 2012, não fez uma campanha muito regular e acabou ficando na quinta colocação dentre os dez times da competição.
No ano de 2014 o Imbituba FC com problemas financeiros pediu licença junto a Federação Catarinense de Futebol e não disputou o Campeonato Catarinense da Segunda Divisão. A vaga que era do Imbituba FC foi dada ao vice-campeão da Divisão de Acesso de 2013, o Blumenau Esporte Clube.
Após dois anos de inatividade, a equipe voltou a disputar competições profissionais no ano de 2016, disputando a Série C do Campeonato Catarinense. Mas voltou a inatividade após o fim de 2017.
Em 2024 o clube retornou ao seu nome antigo, Imbituba Futebol Clube, para jogar a terceira divisão catarinense. Porém, em 29 de agosto o clube desistiu de disputar a competição, o clube chegou a tentar uma parceria com o Pedra Branca, entretanto o negócio não andou para frente e o Imbituba optou em não jogar o campeonato.
O clube esta se reorganizando para uma nova diretoria em 2025, e assim pretente voltar a disputar as competições profissionais.

### Baruch Sport Club
Em 12 de julho de 2021, foi informado a FCF que o Imbituba cedeu seu CNPJ ao Baruch Sport Club, também de Imbituba, e que disputou a Série C do ano vigente. Como não havia tampo hábil para a mudança de nome, o clube ainda utilizou o nome Imbituba Futebol Clube, porém o logo e as cores do clube foram mudadas de amarelo e azul, para amarelo e preto. A partir de 2022 o clube se chamou Baruch Imbituba Futebol Clube. . Parceria que durou até o ano de 2024, jogando por 2 anos a série C do Catarinense, sem alcançar o acesso.  Para fim da parceria, Baruch rompe com a cidade de Imbituba e se muda para cidade vizinha de Garopaba, dando início ao seu projeto independente, e com isso o clube desiste da disputa da serie c em 2024.

## Títulos
| Estaduais | Estaduais                        | Estaduais | Estaduais  |
|           | Competição                       | Títulos   | Temporadas |
| --------- | -------------------------------- | --------- | ---------- |
|           | Campeonato Catarinense - Série B | 1         | 2009       |

### Campanhas de destaque
- 4º lugar No campeonato catarinense : 1 (2010)
- 2º lugar no Campeonato Catarinense - Série C: 1 (2007)
- Campeão Da Terceira Divisão Do Campeonato Catarinense Sub-20: 1 (2017)

## Estádio
O Estádio Emília Mendes Rodrigues, ou simplesmente Ninho da Águia é um estádio de futebol localizado na cidade de Imbituba, no estado de Santa Catarina, Propriedade do Imbituba Futebol Clube. Já foi palco da  final do campeonato catarinense da divisão especial (série B) em 2009. Tem capacidade para 5 mil pessoas.

## Símbolos

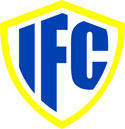
Escudo antigo do Imbituba FC.

### Escudo
Os primeiros anos do Imbituba foram marcados por diversas mudanças no seu escudo, a primeira ocorreu em 2009, 2 anos após sua fundação. Em parceira com o Centro de Futebol Zico, utilizou este escudo até o fim de 2010. Em 2011, com o fim da parceria, mudou novamente de escudo, dessa vez com uma versão simplificada da águia e sem os acrônimos do CFZ. Anos mais tarde, em 2021, após ceder seu CNPJ ao Baruch Sport Club para a disputa da Série C Catarinense, mudou novamente o escudo, dessa vez alterando toda a estrutura do mesmo, mudando inclusive suas cores.

## Estatísticas

### Participações
|  | Participações em 2025 |

| Competição     | Competição             | Temporadas | Melhor campanha     | Estreia | Última | P | R |
| Santa Catarina | Campeonato Catarinense | 2          | 4º colocado (2010)  | 2010    | 2011   |   | 1 |
| Santa Catarina | Série B                | 4          | Campeão (2009)      | 2008    | 2013   | 1 | 1 |
| Santa Catarina | Série C                | 8          | Vice-campeão (2007) | 2007    | 2025   | 1 |   |
| Santa Catarina | Copa Santa Catarina    | 2          | 9º colocado (2010)  | 2010    | 2013   |   |   |

### Mascote
Desde a parceria com o CFZ, a águia se fez presente na história do Imbituba, com apenas o breve recorte da presença do Baruch, onde o seu escudo levava dois leões e consequentemente, nos 3 anos de parceria, esse foi o símbolo do clube. Voltando a ave, sua origem casa com a presença da mesma no Brasão de Santa Catarina e também na Bandeira do Estado, e em um desenho de cunho regional, une-se a águia que é uma predadora natural das serpentes, e o mito do Cabeleira. Em resumo, o Cabeleira seria uma serpente marinha gigante e com longos cabelos, vivendo nas encostas de Imbituba que atacava os barcos pesqueiros e os pescadores, estes, jamais eram vistos depois de se aventurarem nos mares. A águia catarinense e imbitubense, portando o tridente do rei dos mares, subjulgando a gigante serpente ameaçadora, garantindo aos pescadores, moradores e turistas a tranquilidade e segurança para exercer suas atividades de subsistência e lazer praiano, das águas paradisíacas doces e salgadas do município.

## Rivalidades
O Leão do Litoral tem como rivais o Hercílio Luz e o Clube Atlético Tubarão, ambos da cidade de Tubarão.

## Torcidas organizadas
- TOFA - Torcida Organizada Fiéis da Águia
- TOPA - Torcida Organizada Populares da Águia